# Анджей Гердер
Анджей Гердер (пол. Andrzej Herder; 31 серпня 1937, Варшава, Польща — 21 травня 2002, Лодзь, Польща) — польський актор кіно і театру.

## Життєпис
Анджей Гердер закінчив акторський факультет Державної вищої школи кіно, телебачення і театру імені Леона Шиллера в Лодзі у 1960 році. Дебютував на театральній сцені 23 жовтня 1960 року. Працював актором у лодзьких театрах: «Сьома п’ятнадцять» (1960–1965) та імені Стефана Ярача (1965–1996).
Був нагороджений Почесною відзнакою міста Лодзі (1974), Срібним Хрестом Заслуги (1979), відзнакою «Заслужений діяч культури» (1983) та Кавалерським Хрестом Ордену Відродження Польщі (1989).
Похований на цвинтарі Заржев у Лодзі.

## Вибрана фільмографія
- 1958: «Орел» (пол. Orzeł) — підпоручник Моравський[5]
- 1960: «Косооке щастя» (пол. Zezowate szczęście)[6]
- 1963: «Де генерал...» (пол. Gdzie jest generał...) — рядовий Мікулко[7]
- 1964: «Зустріч із шпигуном» (пол. Spotkanie ze szpiegiem) — змінник Зигмунта[8]
- 1966: «З пригод на ти» (пол. Z przygodą na ty) — учитель[9]
- 1967: «Ставка більша за життя» (пол. Stawka większa niż życie) — Курт, ординарець Клосса[10]
- 1969: «Пригоди каноніра Доласа, або Як я розв'язав Другу світову війну» (пол. Jak rozpętałem drugą wojnę światową) — гестапівець Ганс[11]
- 1969–1970: «Чотири танкісти і пес» (пол. Czterej pancerni i pies) — хорунжий із жандармерії[12]
- 1971: «Не люблю понеділок» (пол. Nie lubię poniedziałku) — міліціонер, батько Яцека[13]
- 1976: «Далеко від шосе» (пол. Daleko od szosy) — пацієнт у стоматологічному кабінеті матері Ані (5-й епізод)[14]
- 1978: «Родина Лесневських» (пол. Rodzina Leśniewskich) — актор (3-й епізод)[15]
- 1980: «Кар'єра Никодима Дизми» (пол. Kariera Nikodema Dyzmy) — інспектор поліції[16]
- 1981: «Найдовша війна сучасної Європи» (пол. Najdłuższa wojna nowoczesnej Europy) — слухач парламентських дебатів разом із Бісмарком[17]
- 1981: «Ян Серце» (пол. Jan Serce) — Віктор Остальчик[18]
- 1988–1991: «Кордон у вогні» (пол. Pogranicze w ogniu) — Вітольд Адамський, батько Чезаря[19]
- 1990: «У п’яту сторону світу» (пол. W piątą stronę świata)[20]
- 1992: «Дівчина з Мазур» (пол. Dziewczyna z Mazur) — журналіст[21]
- 1993: «Весняні шахрайства» (пол. Wiosenne szachrajstwa) — батько Дарка[22]
- 1996: «Запрошення на страту» (пол. Zaproszenie na egzekucję) — бібліотекар[23]
- 2001: «Рейх» (пол. Reich)[24]

### Польський дубляж
- 1969: «Девід Копперфілд» (пол. David Copperfield)[25]